# Kei Ikeda
Kei Ikeda (jap. 池田 圭 Ikeda Kei; ur. 20 października 1986) – japoński piłkarz występujący na pozycji napastnika. Obecnie występuje w Sagan Tosu.

## Kariera klubowa
Od 2009 roku występował w klubie Sagan Tosu.